# Spring Bay
Spring Bay és una població dels Estats Units a l'estat d'Illinois. Segons el cens del 2000 tenia 436 habitants.

## Demografia
Segons el cens del 2000, Spring Bay tenia 436 habitants, 173 habitatges, i 125 famílies. La densitat de població era de 207,8 habitants/km².
Dels 173 habitatges en un 28,3% hi vivien nens de menys de 18 anys, en un 57,8% hi vivien parelles casades, en un 9,2% dones solteres, i en un 27,7% no eren unitats familiars. En el 22,5% dels habitatges hi vivien persones soles el 9,2% de les quals corresponia a persones de 65 anys o més que vivien soles. El nombre mitjà de persones vivint en cada habitatge era de 2,52 i el nombre mitjà de persones que vivien en cada família era de 2,95.
Per edats la població es repartia de la següent manera: un 23,9% tenia menys de 18 anys, un 9,4% entre 18 i 24, un 31% entre 25 i 44, un 24,1% de 45 a 60 i un 11,7% 65 anys o més.
L'edat mediana era de 37 anys. Per cada 100 dones de 18 o més anys hi havia 97,6 homes.
La renda mediana per habitatge era de 42.500 $ i la renda mediana per família de 43.750 $. Els homes tenien una renda mediana de 38.375 $ mentre que les dones 20.481 $. La renda per capita de la població era de 18.915 $. Aproximadament el 2,1% de les famílies i el 4,8% de la població estaven per davall del llindar de pobresa.

## Poblacions més properes
El següent diagrama mostra les poblacions més properes.